# غزغاوبان (قرية الخير)
غزغاوبان (بالفارسية: گزگاوبان) هي قرية تقع في إيران في البلدة المركزية. يقدر عدد سكانها بـ 93 نسمة بحسب إحصاء 2016.